# Xeuilley
Xeuilley – miejscowość i gmina we Francji, w regionie Grand Est, w departamencie Meurthe i Mozela.
Według danych na rok 1990 gminę zamieszkiwało 779 osób, a gęstość zaludnienia wynosiła 106 osób/km² (wśród 2335 gmin Lotaryngii Xeuilley plasuje się na 452. miejscu pod względem liczby ludności, natomiast pod względem powierzchni na miejscu 803.).